# Victor Brooke
Victor Alexander, III Baronetto di Brooke (5 gennaio 1843 – 27 novembre 1891), è stato un naturalista britannico.
Fu il nonno del primo Visconte Brookeborough, il terzo Primo Ministro dell'Irlanda del Nord.
Brooke studiò ad Harrow e poi viaggiò a lungo, essendo un appassionato di caccia grossa. Dopo il matrimonio si stabilì in una villa a Pau, dove morì di polmonite.
L'opera sulle antilopi a cui stava lavorando rimase incompiuta alla sua morte. Le incisioni di Joseph Smit e Joseph Wolf furono in seguito riutilizzate nel The Book of Antelopes (1894-1900) di Philip Sclater e Oldfield Thomas.
| Brooke è l'abbreviazione standard utilizzata per le specie animali descritte da Victor Brooke. Categoria:Taxa classificati da Victor Brooke |